# Josef Böheim
Josef Böheim (21. července 1846 Mnichov – 17. nebo 21. dubna 1919 Linec) byl rakouský podnikatel a politik německé národnosti z Horních Rakous, na přelomu 19. a 20. století poslanec Říšské rady.

## Biografie
Narodil se v Michově. Vyučil se hodinářem. Už jako učeň přesídlil do rakouského Pasova a působil na různých místech v Rakousku. V roce 1872 si otevřel živnost v Linci v Schmidtorstrasse. Byl funkcionářem obchodní a živnostenské komory. V letech 1895–1905 zasedal v obecní radě v Linci za stranu DNP. Od roku 1896 byl poslancem Hornorakouského zemského sněmu za městskou kurii, obvod Linec. Mandát zde obhájil v roce 1897 a 1902 a zemským poslancem byl do roku 1908. I na zemském sněmu zastupoval DNP.
Byl i poslancem Říšské rady (celostátního parlamentu Předlitavska), kam usedl ve volbách roku 1897 za kurii městskou v Horních Rakousích, obvod Linec, Urfahr, Ottensheim atd. Mandát zde obhájil i ve volbách roku 1901. Ve volebním období 1897–1901 se uvádí jako Josef Böheim, hodinář, bytem Linec.
Ve volbách roku 1897 kandidoval do Říšské rady za Německou lidovou stranu. Podle jiného zdroje patřil do Živnostenské strany. Náležel mezi zakladatele hornorakouské Živnostenské strany. Ve volbách roku 1901 uspěl za Německou lidovou stranu.
Po roce 1908 se stáhl z politického dění. Zemřel v dubnu 1919.